# Carton de Tournai
Carton de Tournai is een geslacht waarvan leden sinds 1956 tot de Belgische adel behoren.

## Geschiedenis
De bewezen stamreeks gaat terug tot Jean-François Carton wiens zoon Antoine Joseph Carton in 1738 werd gedoopt, eerste vermelding van dit geslacht. In 1932 werd aan Henri Carton (1878-1968) en zijn kinderen naamswijziging verleend tot Carton de Tournai, hoewel de stad Doornik zich daar tegen verzette; in 1956 werd hij verheven in de Belgische adel met de titel van baron, overgaande bij recht van eerstgeboorte.
Anno 2019 waren er nog 30 mannelijke telgen in leven, de laatste geboren in 2018.

### Wapenbeschrijving
- 1956: Van azuur, met een keper vergezeld in het schildhoofd van twee bijen en in de schildvoet van een ster, alles van goud. Het schild overtopt met een helm van zilver, gekroond, getralied, gehalsband en omboord van goud, gevoerd en gehecht van keel, met dekkleden van azuur en van goud. Helmteken: de ster van het schild. Wapenspreuk: 'Savoir, prévoir, vouloir' van goud, op een losse band van azuur. Bovendien voor [de titularis] het schild getopt met een baronnenkroon, en gehouden door twee leeuwen in natuurlijke kleur.

## Enkele telgen
Louis Carton (1842-1922), gemeenteraadslid van Doornik, oprichter van de Doornikse Ateliers Louis Carton
- Henri baron Carton de Tournai (1878-1968), minister, senator, volksvertegenwoordiger
  - Jacques baron Carton de Tournai (1910-1995), adjunct-raadadviseur bij het ministerie van Buitenlandse Zaken
    - Ir. Claude baron Carton de Tournai (1941), burgerlijk electronisch ingenieur, chef de famille
      - Jhr. ir. Damien Carton de Tournai (1970) burgerlijk electronisch ingenieur, vermoedelijke opvolger als chef de famille

  - Jhr. ir. Michel Carton de Tournai (1913-2008), burgerlijk bouwingenieur; trouwde in 1939 met Béatrice Pholien (1915-2002), dochter van senator, minister en eerste minister Joseph Pholien (1884-1968)
    - Jkvr. Françoise Carton de Tournai (1940), historicus; trouwde in 1966 met dr. Hubert baron Van Houtte (1939), ambassadeur
    - Jkvr. Marie-Isabelle Carton de Tournai (1948); trouwde in 1968 met jhr. Charles Thibaut de Maisières (1944), admiraal, adjudant van de Koning
    - Jhr. Vincent Carton de Tournai (1949), burgerlijk bouwingenieur, oud-adjunct-kabinetschef van de minister van Mobiliteit en transport, docent, fotograaf

### Adellijke allianties
- De Laminne de Bex (1939), De Streel (1965), Van Houtte (1966), Van Eyll (1967), Thibaut de Maisières (1968), Pecsteen (1970), Everard de Harzir (1977), Goffinet (2006), De Hemptinne (2017)